# IOS 11
IOS 11 is de elfde versie van het iOS-besturingssysteem voor mobiele apparaten met touchscreen, ontworpen door het Amerikaanse computerbedrijf Apple. Deze versie is de opvolger van iOS 10. iOS 11 werd aangekondigd op 5 juni 2017 tijdens Apples WWDC. De officiële vrijgave was op 19 september 2017.

## Ondersteunde apparaten
IOS 11 is beschikbaar voor iPad Air of hoger, iPad Mini 2 of hoger, alle iPad Pro-modellen, iPhone 5S of hoger en iPod Touch 6e generatie. Sinds deze versie worden 32 bit-apps niet meer ondersteund.

## Functies
De vernieuwingen en toegevoegde functies zijn:
- De App Store is voorzien van een nieuw uiterlijk
- Siri is 'slimmer' en heeft een nieuwe stem
- In plaats van praten is het ook mogelijk om te typen op Siri's scherm
- Compleet vernieuwd bedieningspaneel
- De iPad is voorzien van het bekende dock
- Nieuwe bestanden-app
- Slepen-en-neerzetten (bestanden verslepen van de ene naar de andere app)
- Mogelijkheid voor klein toetsenbord om met één hand te typen
- Niet storen tijdens het autorijden
- Verbeterd toetsenbord
- Augmented Reality via ARKit
- Nieuw foto- en videoformaat (HEIF en HEVC)
- AirPlay 2
- Live Photos zijn uitgebreider

## iOS 11.1
IOS 11.1 is vrijgegeven op 31 oktober 2017. Deze update bevat onder meer:
- Meer dan 70 nieuwe emoji
- Problemen opgelost bij het maken, tonen en bewerken van foto's
- Verbeterde braille-ondersteuning voor Grade 2-invoer
- Verbeterde Voice-Over-toegang
- De appkiezer is weer toegankelijk via 3D Touch (deze functie was om onbekende reden verwijderd uit iOS 11)
- Probleem opgelost met verwijderde e-mailmeldingen die opnieuw verschenen
- Problemen opgelost met onnauwkeurigheden van gps-accessoires van externe partijen

## iOS 11.2
IOS 11.2 is vrijgegeven op 2 december 2017. Deze update bevat onder meer:
- Apple Pay Cash in de VS
- Ondersteuning voor sneller draadloos opladen van de iPhone 8, iPhone 8 Plus en iPhone X met compatibele accessoires van externe partijen
- Drie nieuwe live-achtergronden voor de iPhone X
- Ondersteuning voor RTT-telefoongesprekken (Real Time Text) voor doven en slechthorenden
- Verbeterde video-stabilisatie in de videocamera
- Probleem opgelost in de rekenmachine waarbij het snel invoeren van getallen kon leiden tot onjuiste resultaten